# 無理問答
無理問答（むりもんどう）とは、言葉遊びの一種である。
現代日本においては全くルールの異なる2種類の遊びが無理問答と呼ばれている。

## 大喜利などで行われる無理問答

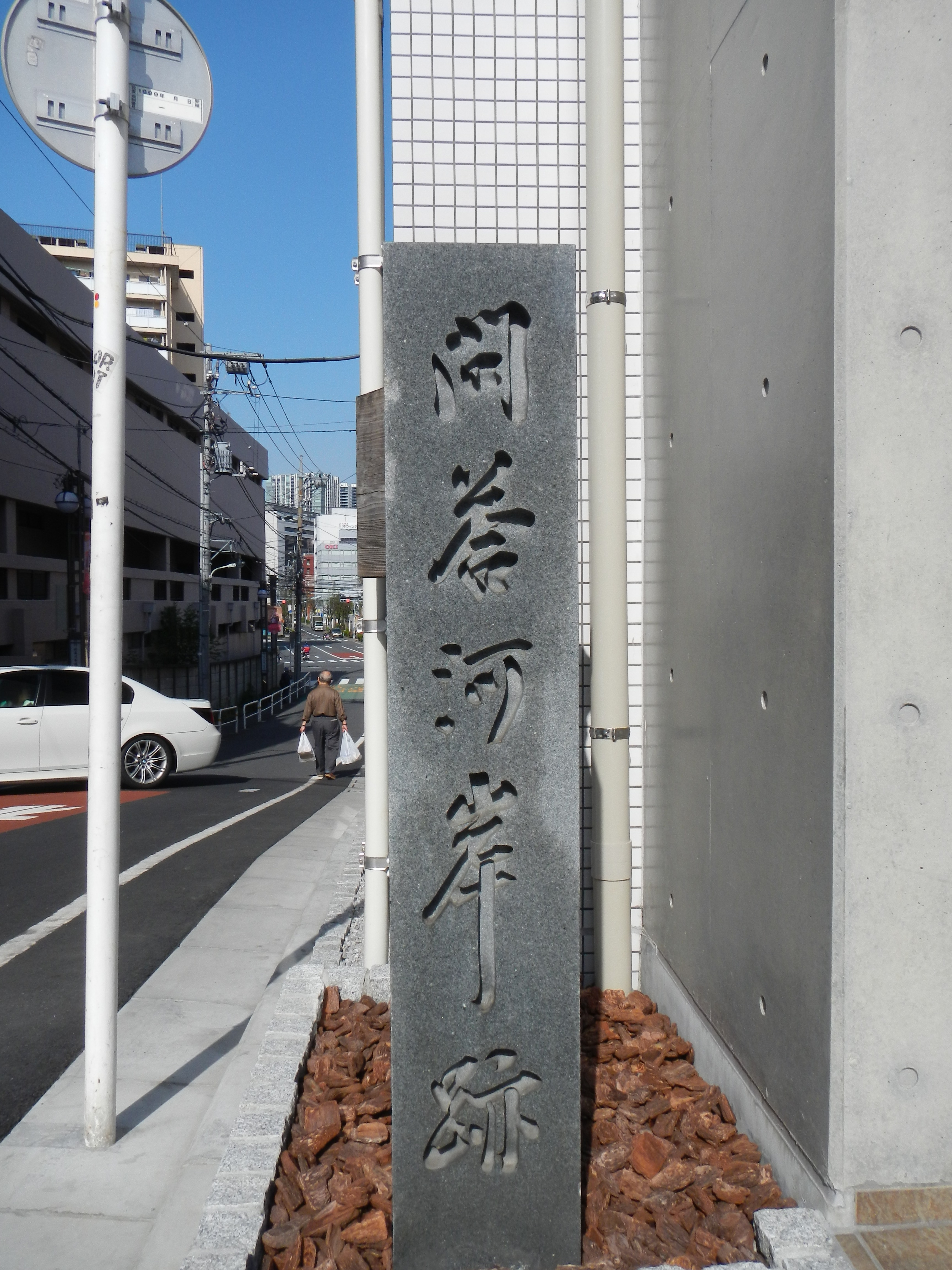
問答河岸跡

問う側が「○○なのに××とはこれいかに」という形式のお題を出し、答える側は「△△なのに□□と呼ぶが如し」と答えるものである。細かい言い回しは文体によって変わる事もあり統一されていない。
- 例1
問い「存在するのに犬（居ぬ）とはこれいかに」
答え「近寄ってきても猿（去る）と呼ぶが如し」

- 例2
問い「晴れの日になめても飴（雨）とはこれいかに」
答え「冬に飲んでもつゆ（梅雨）と呼ぶが如し」

- 例3
問い「1枚でも煎（千）餅とはこれいかに」
答え「1個でも饅（万）頭というが如し」

- 例4
問い「1本でもジュー（十）スとはこれいかに」
答え「ひとつでも栓（千）抜きというが如し」

このように、まず問う側は駄洒落を使い、字面と実態が合わないものを提示する。次に答える側もやはり駄洒落を使い、同様に例を挙げる。
両者ともに、駄洒落を使わず単に名称の矛盾を指摘するもの、例えば「鉛筆を入れても筆箱とはこれいかに」「プラスチックでできていても消しゴムというが如し」などは不可である。
また、「問答」である以上、答えは問いに対して呼応したものである必要がある。つまり、問いの主題と答えの主題が何らかの関連を持っているものが好まれる。
いつから「無理問答」といわれるようになったのか、またその起源は不明であるが、この形式の戯言ないし言葉遊び自体は少なくとも江戸時代には存在していたようである。現在の品川区北品川の東海道品川宿跡に、「問答河岸跡」という旧跡がある。『徳川実紀』によると、1640年、徳川家光が附近にある東海寺を訪れた際、出迎えた住職の沢庵禅師と次のような問答をしたとされる。
家光「海近うして東（遠）海寺とはいかに」
沢庵「なを大君にして将（小）軍と称し奉るが如し」
なお、『ひらけ!ポンキッキ』で放送された童謡「いっぽんでもニンジン」は、歌詞の大半がいわば無理問答の連鎖によって構成されている。バリエーションの一つであると言えよう。

## 勝敗を争う無理問答
相手の発言や質問に対し全く噛み合わない返答を2人で交互に行い、つじつまの合う会話を成立させてしまったほうが負けとなるものである。発言・質問・返答は、相手の言葉につられることなくすばやく行わなければならない。
- 例
甲「今日は暑いね。」
乙「昨日野球やってたからね。」
甲「ボールペン何本持ってるの?」
乙「選挙は来週だよ。」
甲「ところてんの語源って知ってる?」
乙「明日何持って行けばいいんだっけ?」
甲「水に弱いから絶対ダメ!」
乙「今何時?」
甲「時計持ってないから知らない。」

この場合「今何時?」という質問に答えてしまった甲が負けとなる。